# Лендфолл (город, Миннесота)
Лендфолл (англ. Landfall) — город в округе Вашингтон, штат Миннесота, США. На площади 0,3 км² (0,2 км² — суша, 0,1 км² — вода), согласно переписи 2002 года, проживают 700 человек. Плотность населения составляет 3473,7 чел./км².
- FIPS-код города — 27-35414[1]
- GNIS-идентификатор — 0646465[2]